# Горњи Локањ (Зворник)
Горњи Локањ је насељено мјесто у општини Зворник, Република Српска, БиХ. Према прелиминарним подацима пописа становништва 2013. године, у насељу је живјело 658 становника.

## Становништво
Према попису становништва из 1991. године, мјесто је имало 901 становника.
| Демографија | Демографија | Демографија |
| Година      | Становника  | Становника  |
| ----------- | ----------- | ----------- |
| 1948.       | 662         |             |
| 1953.       | 732         |             |
| 1961.       | 800         |             |
| 1971.       | 851         |             |
| 1981.       | 938         |             |
| 1991.       | 901         |             |
| 2013.       | 658         |             |